# Ludwig Stepski-Doliwa
Ludwig Stepski-Doliwa  (* 15. Dezember 1875 in Wien; † 14. Mai 1965 in Salzburg) war ein österreichischer Politiker und Berufsoffizier. Er war von 1934 bis 1938 Mitglied des Ständischen Salzburger Landtags und 1938 kurzfristig Staatssekretär für Industrie im Bundesministerium für Handel und Verkehr. 

## Ausbildung und Beruf
Stepski-Doliwa besuchte nach der Volksschule in Wien das Gymnasium, wobei er zunächst in Wien und danach in Salzburg zur Schule ging. Er legte die Matura ab und studierte im Anschluss zwischen 1893 und 1894 Rechtswissenschaften an der Universität Wien, begann jedoch bereits 1893 eine Ausbildung zum Berufsoffizier in Salzburg. Er war in der Folge von 1893 bis 1906 als Offizier in Salzburg tätig und wurde 1906 nach Galizien versetzt. 1908, zwischen 1912 und 1913 sowie im Ersten Weltkrieg zwischen 1914 und 1918 stand er im Kriegseinsatz. Nach dem Ende des Ersten Weltkriegs wurde Stepski-Doliwa 1918 Präsident des Salzburger Offiziersverbandes, danach wechselte er 1920 als Direktor zur Salzburger Getreidegesellschaft, als der er bis 1924 arbeitete. Danach war er von 1924 bis 1929 als Leiter des Außendienstes und Mitglied des Vorstandes der Firma Stern & Hafferl beschäftigt, danach arbeitete er von 1929 bis 1938 als Direktor bei der Österreichischen Kraftwerke AG. Zudem war er von 1935 bis 1938 Vizepräsident der SAFE und 1936 Vorsitzender der Verwaltungskommission der Österreichischen Bundesbahnen. Nach dem Ausbruch des Zweiten Weltkriegs wurde Stepski-Doliwa von 1939 bis 1945 als Stabsoffizier beim Wehrkreiskommando XVIII in Salzburg eingesetzt, danach arbeitete er von 1945 bis 1947 als öffentlicher Verwalter und von 1947 bis 1949 als Vorstand der SAFE.

## Politik und Funktionen
Stepski-Doliwa war von 1931 bis 1938 Vizepräsident der Kammer für Handel, Gewerbe und Industrie in Salzburg und hatte von 1930 bis 1938 das Amt des Präsidenten der Sektion Salzburg des Hauptverbandes der Industrie in Österreich inne. Dem Ständischen Salzburger Landtag gehörte er vom 22. November 1934 bis zum 12. März 1938 als Vertreter der Industrie und des Bergbaus an, zudem war er vom 16. Februar 1938 bis zum 11. März 1938 Staatssekretär für Industrie im Bundesministerium für Handel und Verkehr. Nach dem Ende des Zweiten Weltkriegs stand er ab 1947 als Vizepräsident der Salzburger Industriellenvereinigung vor. Zudem war er Gründungsmitglied der Salzburger Offiziersgesellschaft. Für seine Verdienste ernannte ihn die Salzburger Industriellenvereinigung 1962 zum Ehrenpräsidenten. 